# 사사키 쇼 (배드민턴 선수)
사사키 쇼(佐々木 翔, 1982년 6월 30일 ~ )은 남자 복식을 주종목으로 하고 있는 일본의 배드민턴 선수다.